# اسماعیل اگه شاشماز
اسماعیل اِگه شاشماز (به ترکی استانبولی : İsmail Ege Şaşmaz، زاده ۲۵ نوامبر ۱۹۹۳؛ در مانیسا) بازیگر ترکیه‌ای است. برادر او بازیگر آیتاچ شاشماز است.

## فیلم شناسی
| مجموعه تلویزیونی | مجموعه تلویزیونی      | مجموعه تلویزیونی | مجموعه تلویزیونی |
| سال              | عنوان                 | نقش              | یادداشت ها       |
| ---------------- | --------------------- | ---------------- | ---------------- |
| ۲۰۱۳-۲۰۱۴        | در انتظار آفتاب       | باریش            | نقش اصلی         |
| ۲۰۱۵             | گل آفتابگردان         | روزگار           | نقش اصلی         |
| ۲۰۱۵             | قصر گنجشک             | تولگا            | نقش کمکی         |
| ۲۰۱۶             | عشق دروغ را دوست دارد | سردار            | نقش کمکی         |
| ۲۰۱۶             | عشق حرف حالیش نمیشه   | ابراهیم          | نقش کمکی         |
| ۲۰۱۷             | گشت دبیرستان          | فیرات سویر       | نقش اصلی         |
| ۲۰۱۸-۲۰۱۹        | کوت العماره محمت      | محمت             | نقش اصلی         |
| ۲۰۲۰             | تو درم را بزن         | کان کاراداغ      | نقش کمکی         |
| ۲۰۲۰-۲۰۲۱        | بیداری سلجوقیان بزرگ  | فیصل             | نقش کمکی         |
| ۲۰۲۱             | دختر مردم             | هارون            | نقش اصلی         |

## زندگی حرفه‌ای
او اولین تجربه بازیگری خود را با نمایش "خدمات اضطراری" در مسابقه تئاتر دبیرستان شهرداری مانیسا آغاز کرد. او کار بازیگری خود را با بازی در شخصیت باریش (به ترکی استانبولی : Barış) در مجموعه تلویزیونی در انتظار آفتاب آغاز کرد.